# Tempestade ciclônica severa Gulab-Shaheen
A tempestade ciclônica severa Gulab-Shaheen foi um ciclone tropical que passou por várias intensificações durante sua existência, causando danos consideráveis ao sul e ao oeste da Ásia. Gulab impactou o leste da Índia, enquanto Shaheen (depois de Gulab ser rebaixado para uma baixa-pressão comum, porém sem se dissipar totalmente) impactou o Paquistão, Irã, Omã e os Emirados Árabes Unidos . Gulab foi a terceira tempestade nomeada da temporada de ciclones de 2021 no Oceano Índico Norte, bem como a quarta tempestade nomeada da temporada após ser renomeado pelo MID no Mar da Arábia como Shaheen.
As origens do ciclone remontam a uma área de baixa pressão situada sobre a Baía de Bengala em 24 de setembro. O sistema se organizou rapidamente, com o Departamento Meteorológico da Índia (IMD) atualizando o sistema para uma depressão no mesmo dia. No dia seguinte, o sistema se fortaleceu em uma tempestade ciclônica, e o IMD atribuiu a ele o nome de Gulab . Em 26 de setembro, Gulab atingiu a costa de Andhra Pradesh, na Índia, mas enfraqueceu por terra, antes de ser rebaixado para uma baixa-pressão comum em 28 de setembro. O sistema continuou a se mover para o oeste, emergindo no Mar da Arábia em 29 de setembro, antes de se regenerar em uma depressão no início de 30 de setembro. No início de 1º de outubro, o sistema se fortaleceu em uma tempestade ciclônica, que o IMD chamou de Shaheen. O sistema se fortaleceu gradualmente ao entrar no Golfo de Omã . Enquanto se movia lentamente para oeste, a tempestade virou para sudoeste, subsequentemente causando um landfall extremamente raro em Omã em 3 de outubro, como um ciclone equivalente a Categoria 1. Shaheen então enfraqueceu rapidamente, antes de se dissipar no dia seguinte.
O nome Gulab, sugerido pelo Paquistão, significa rosa em urdu/hindi. O nome Shaheen, fornecido pelo Qatar, significa falcão em árabe. O sistema geral trouxe chuvas fortes e ventos fortes em toda a Índia e no Oriente Médio, matando pelo menos 39 pessoas. Os danos relacionados à água foram extensos, enquanto as comunicações foram interrompidas quando os ventos derrubaram muitas linhas de energia. Centenas de estradas foram fechadas na Índia. Shaheen trouxe chuvas extremas para Omã, causando inundações em uma ampla área das províncias do nordeste do país. Mascate viu inundações particularmente fortes que submergiram carros e outros objetos baixos. Outros países vizinhos do mundo árabe também sofreram algumas chuvas.

## História das tormentas

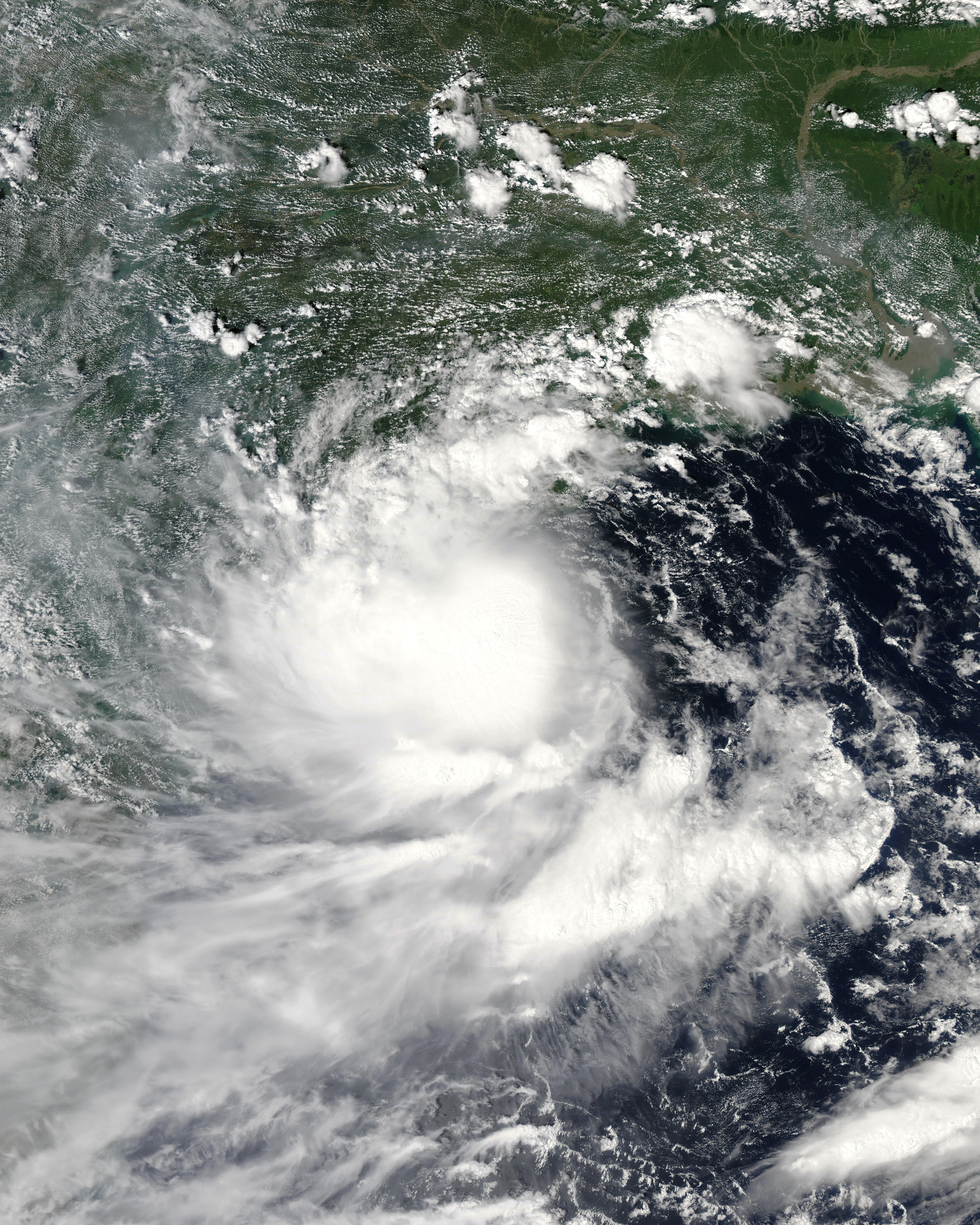
Tempestade ciclônica Gulab na Baía de Bengala em 26 de setembro

### Gulab
Em 24 de setembro, o JTWC notou um ciclone que estava produzindo ventos com força de tempestade tropical localizado sobre a baía centro-leste de Bengala, 211 milhas náuticas (390 km; 240 mi) ao sul de Chittagong, Bangladesh, designando o sistema como 03B . O IMD observou o sistema como uma área de baixa pressão às 03:00 UTC (08:30 IST); o sistema se formou a partir de uma circulação ciclônica que persistiu no Golfo de Martaban . Posteriormente, foi atualizado para uma área de baixa pressão bem marcada às 11:00 UTC (16:30 IST), pois desenvolveu um vórtice ciclônico às 06:00 UTC (11:30 IST). Às 15:00 UTC (20:30 IST), o IMD o atualizou para uma Depressão, já que a convecção havia se organizado ainda mais e a convecção da tempestade, ou tempestades, estava se movendo de maneira curva. Condições favoráveis, como temperaturas moderadas a altas da superfície do mar, a oscilação Madden-Julian sendo favorável para o desenvolvimento de ciclones tropicais e baixo cisalhamento vertical do vento, permitiram a intensificação. Às 03:00 UTC do dia seguinte, o sistema foi atualizado para uma depressão profunda, já que sua convecção se organizou próximo ao centro. Havia também a presença de ar quente e úmido sobre o centro do sistema, o que favorecia o fortalecimento. Às 15:00 UTC (20:30 IST), o IMD o atualizou para uma tempestade ciclônica, pois sua convecção havia se tornado mais organizada, com uma nublada densa central definida, nomeando o sistema como Gulab . Enquanto continuava para o oeste, as bandas de chuva externas do Ciclone Gulab alcançaram as regiões costeiras do norte de Andhra Pradesh e do sul de Odisha, o que indicou que ele começou a atingir a costa por volta das 18:00 IST (12:30 UTC) em 26 de setembro. Às 17:00 UTC (10:30 IST), havia cruzado 20 quilômetros (12 mi) ao norte de Kalingapatnam . Às 21:00 UTC (02:30 IST), o JTWC emitiu seu aviso final antes do desembarque. Três horas depois, o IMD o rebaixou para uma depressão profunda, pois havia perdido sua energia depois de viajar por terrenos indianos acidentados. Ele enfraqueceu ainda mais para uma depressão às 20:00 IST (14:30 UTC), ao entrar no estado de Telangana . Ele manteve sua intensidade enquanto viajava para o oeste, até às 14:00 IST (08:30 UTC), quando enfraqueceu em uma área de baixa pressão bem marcada sobre o oeste de Vidarbha .

### Shaheen
À medida que o ciclone Gulab enfraquecia em uma área de baixa pressão bem marcada sobre o oeste de Vidarbha e seus arredores, o Departamento Meteorológico da Índia observou que seus remanescentes podem cruzar o Mar da Arábia e se regenerar em um ciclone tropical. Em 29 de setembro às 17:30 UTC (23:00 IST), o sistema cruzou o Mar da Arábia, antes que o Joint Typhoon Warning Center (JTWC) dos Estados Unidos emitisse um Alerta de Formação de Ciclone Tropical (TCFA) sobre a perturbação às 17:30 UTC (23:00 IST). Neste momento, a agência analisou o caminho ambiental do sistema como sendo propício para a ciclogênese tropical, com temperaturas quentes da superfície do mar, fluxo aprimorado de um anticiclone de nível superior e baixo cisalhamento do vento . No dia seguinte às 00:00 UTC (05:30 IST), enquanto estava no Golfo de Khambat, o IMD atualizou o sistema para uma depressão, com a agência designando o sistema como ARB 02 . As imagens do satélite INSAT 3D naquela época mostraram que a convecção havia aumentado próximo ao centro da tempestade. Mais tarde naquele dia, às 18:00 UTC (23:30 IST), o IMD atualizou ainda mais a tempestade para uma depressão profunda, enquanto se afastava de Gujarat; no entanto, o JTWC continuou emitindo avisos no sistema, referindo-se a ele como Gulab, com a agência reemitindo avisos três horas depois, com o sistema suportando ventos máximos sustentados de 40 kn (74 km/h; 46 mph) .
Às 21:00 UTC (03:00 IST, 1º de outubro) daquele dia, o IMD relatou que o sistema havia se fortalecido ainda mais para uma tempestade ciclônica, com a agência dando-lhe o nome de Shaheen . As bandas espirais da tempestade foram vistas envolvendo-se ao longo de seu obscuro centro de circulação de baixo nível (LLCC), enquanto sua classificação Dvorak estava em T2.5 naquele momento. Às 15:00 UTC (20:30 IST), o IMD a atualizou para uma tempestade ciclônica severa, já que as nuvens se tornaram bem organizadas, movendo-se com um padrão curvo definido. Às 03:00 UTC (08:30 IST) do dia seguinte, o JTWC o atualizou para um ciclone tropical equivalente de Categoria 1, pois desenvolveu um olho; no entanto, o sistema lutou para se desenvolver ainda mais, devido à convecção inadequada. Às 06:00 UTC (11:30 IST), o ciclone desenvolveu um olho definido, mas irregular. Às 09:00 UTC (14:30 IST), o JTWC rebaixou o ciclone a uma tempestade tropical, mas seis horas depois, o JTWC atualizou o sistema para um ciclone tropical de categoria 1. Entre 19:00 UTC e 20:00 UTC (00:30 IST e 01:30 IST) em 3 de outubro, Shaheen atingiu a costa norte de Omã, tornando-o possivelmente o único ciclone a fazer landfall lá desde 1890. Às 21:00 UTC (02:30 IST), o JTWC emitiu seu aviso final para a tempestade, quando ela atingiu o continente. Depois de fazer landfall, Shaheen sofreu um enfraquecimento rápido, devido à massa de terra seca do deserto da Arábia. Às 00:00 UTC (05:30 IST), Shaheen enfraqueceu para uma tempestade ciclônica e três horas depois enfraqueceu ainda mais para uma depressão profunda. Imagens de satélite mostraram que a massa da nuvem se tornou desorganizada. Shaheen enfraqueceu rapidamente após o landfall enquanto se movia mais para o interior, enfraquecendo em uma depressão em 4 de outubro, antes de degenerar em uma baixa bem marcada mais tarde naquele dia.

## Estragos causados pelo ciclone

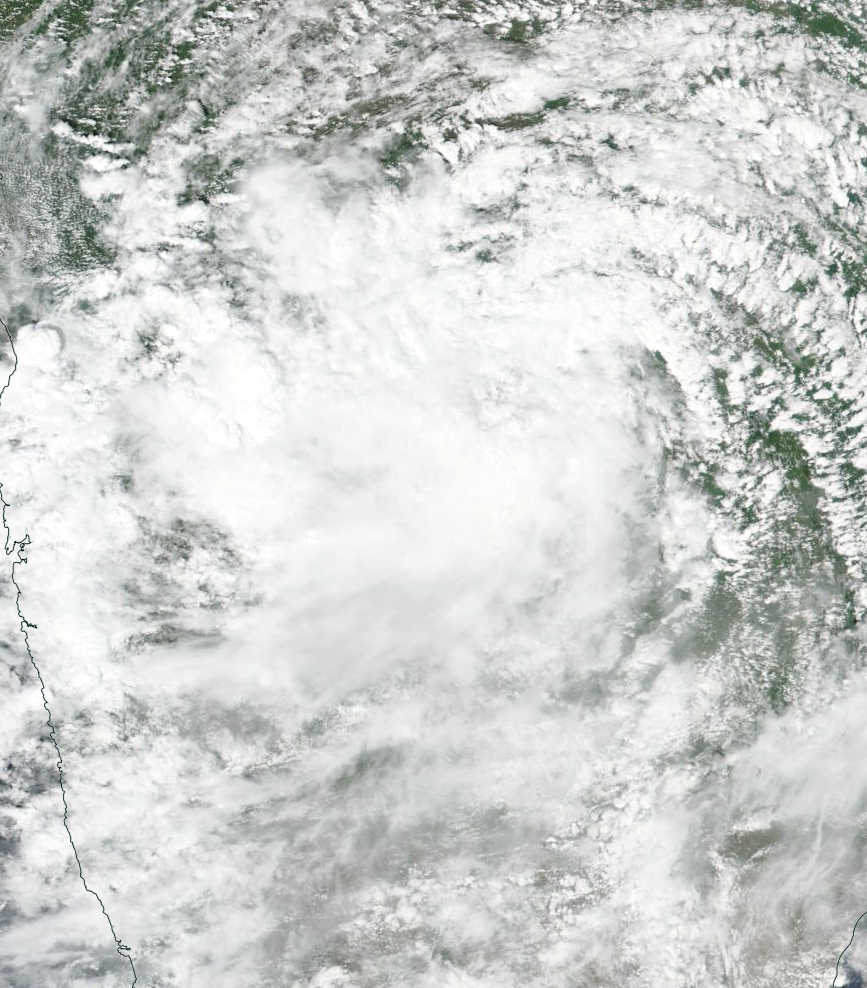
Gulab sobre a Índia Ocidental em 28 de setembro, como uma área de baixa pressão bem marcada

### Gulab

#### Odisha
Devido a Gulab, a Força Nacional de Resposta a Desastres (NDRF) e a Força Estadual de Resposta a Desastres (SDRF) de Odisha foram colocadas em alerta e o IMD colocou o estado em alerta máximo. Em 26 de setembro, mais de 30.000 indivíduos foram evacuados para um local seguro como resultado do ciclone; este número aumentou ainda mais para 46.075 pessoas conforme a tempestade avançava para o interior. Os trens que circulam pela área e pela vizinha Andhra Pradesh também foram cancelados.

### Shaheen

#### Paquistão
Devido à tempestade que se aproximava (que se tornaria Shaheen), o Departamento Meteorológico do Paquistão (PMD) emitiu um alerta de ciclone tropical para o país em 30 de setembro, com a agência prevendo chuvas fortes e ventos fortes nas áreas costeiras de Sindh-Makran. A agência também observou que as condições do mar são arriscadas para os pescadores, aconselhando-os a evitar atividades pesqueiras até novo aviso. O departamento de educação do Sindh também cancelou aulas e atividades em instituições privadas e governamentais até 1º de outubro. O comissário de Karachi, Naveed Ahmad Shaikh, recomendou que todos os subcomissários removessem todos os painéis perigosos e entulhos em edifícios e telhados de seus respectivos distritos como precaução. Ele também alertou a população da cidade para evitar se aventurar fora e nas praias devido à tempestade. Há também uma proibição que o comissário impôs para ir às praias que vão durar até 5 de outubro. Karachi também anunciou um feriado em 1º de outubro, como resultado do ciclone que se formava.

#### Omã
Os voos e o tráfego foram atrasados e reprogramados de e para a capital, Mascate . O tráfego também foi interrompido entre as províncias de Batina do Norte e do Sul por causa de Shaheen. 55 abrigos de emergência em Mascate também foram preparados para os evacuados e as autoridades declararam de 3 a 4 de outubro um feriado de trabalho devido à tempestade. O Comitê Nacional para Gerenciamento de Emergências (NCEM) também alertou os indivíduos dentro do caminho de Shaheen para evacuar imediatamente; em 3 de outubro, 2.734 pessoas estavam agora em abrigos do governo e outros abrigos de segurança para enfrentar a tempestade. Também foram previstos ventos de 40-60 nós e chuvas de 200 a 500 mm para impactar o país. Sua resposta médica também aumentou com a aproximação da tempestade. Uma partida de críquete entre Omã e Escócia teve que ser abandonada devido aos impactos potenciais de Shaheen.

#### Emirados Árabes Unidos
O Município de Dubai anunciou o fechamento temporário dos Parques Hatta e outras instalações comunitárias, enquanto as escolas da área mudaram para o ensino à distância. O Centro Nacional de Meteorologia emitiu um alerta de código vermelho na costa leste com um aviso de ondas de 3 metros da costa e velocidades do vento de 50 quilômetros por hora (31 mph) . Um alerta de tempestade de areia também foi emitido devido a Shaheen em 4 de outubro. As mensagens de alerta foram transmitidas em 19 idiomas, estratégia que envolveu mais de 100 entidades locais e nacionais. Em Al Ain, os residentes foram avisados de que talvez tenham que trabalhar brevemente em casa e fazer com que as escolas mudem temporariamente para o ensino à distância. Um grande esforço de mídia social tentou alcançar os avisos e informações possíveis sobre Shaheen.

#### Arábia Saudita
A Arábia Saudita esperava ver chuvas torrenciais e tempestades em Shaheen, depois que atingiu Omã.

## Demais estragos causados pela baixa

### Gulab
Pelo menos 20 mortes no total foram atribuídas a Gulab, bem como $ 20 bilhões ( US $ 269 milhões) em danos.

#### Odisha
Árvores foram arrancadas e algumas casas foram danificadas. Um deslizamento de terra ocorreu na Rodovia Nacional 26 perto de Ralegada, Koraput, causando tráfego e interrupções; no entanto, a administração do distrito restaurou rapidamente a estrada. Uma chuva torrencial durante a noite inundou uma parte da Rodovia Nacional 26 perto de um hospital do governo, mas uma equipe da Força de Ação Rápida em Desastres Odisha (ODRAF) resgatou as pessoas que estavam lá dentro. Em 27 de setembro, precipitação de 148 milímetros (5,8 pol) foi gravada em Pottangi, 89,4 milímetros (3,52 pol) em Mahendragarh e 77,2 milímetros (3,04 pol) em Mohana, Gajapati. Nenhuma morte foi relatada.

#### Andhra Pradesh
Gulab também causou graves danos nos distritos de Srikakulam e Vizianagaram em Andhra Pradesh. Isso causou interrupção de comunicação e eletricidade devido a congestionamentos e árvores derrubadas. Vizianagaram foi inundado com alagamento devido a um mau sistema de drenagem subterrânea, com centenas de árvores e sinais caindo em outros lugares. A forte precipitação em Vizag levou a inundações regionais e ventos de água da chuva que levaram ao arrancamento de várias árvores e mudas. O aeroporto Visakhapatnam também foi inundado por fortes chuvas. O aguaceiro na cidade se tornou o segundo mais úmido em registros modernos, que chegou a 282 milímetros (11 pol), ocorreu apenas atrás do ciclone Pyarr de 2005. 2 pescadores no estado foram mortos enquanto um estava desaparecido. Cerca de 102,000 acres (41,000 ha) da safra foi destruída pela Gulab, resultando em Rs 1 bilhão (US $ 13,6 milhões) de danos.

#### Telangana
Devido a Gulab, o nível de água do rio Godavari aumentou para a primeira marca em 30 de setembro em 43,90 pés (13,38 m) . Um indivíduo com uma carroça de bois afogou-se no riacho Munneru, em Kothagudem, em 29 de setembro, após fortes chuvas.

### Shaheen
Pelo menos 14 mortes foram atribuídas a Shaheen.

#### Gujarat

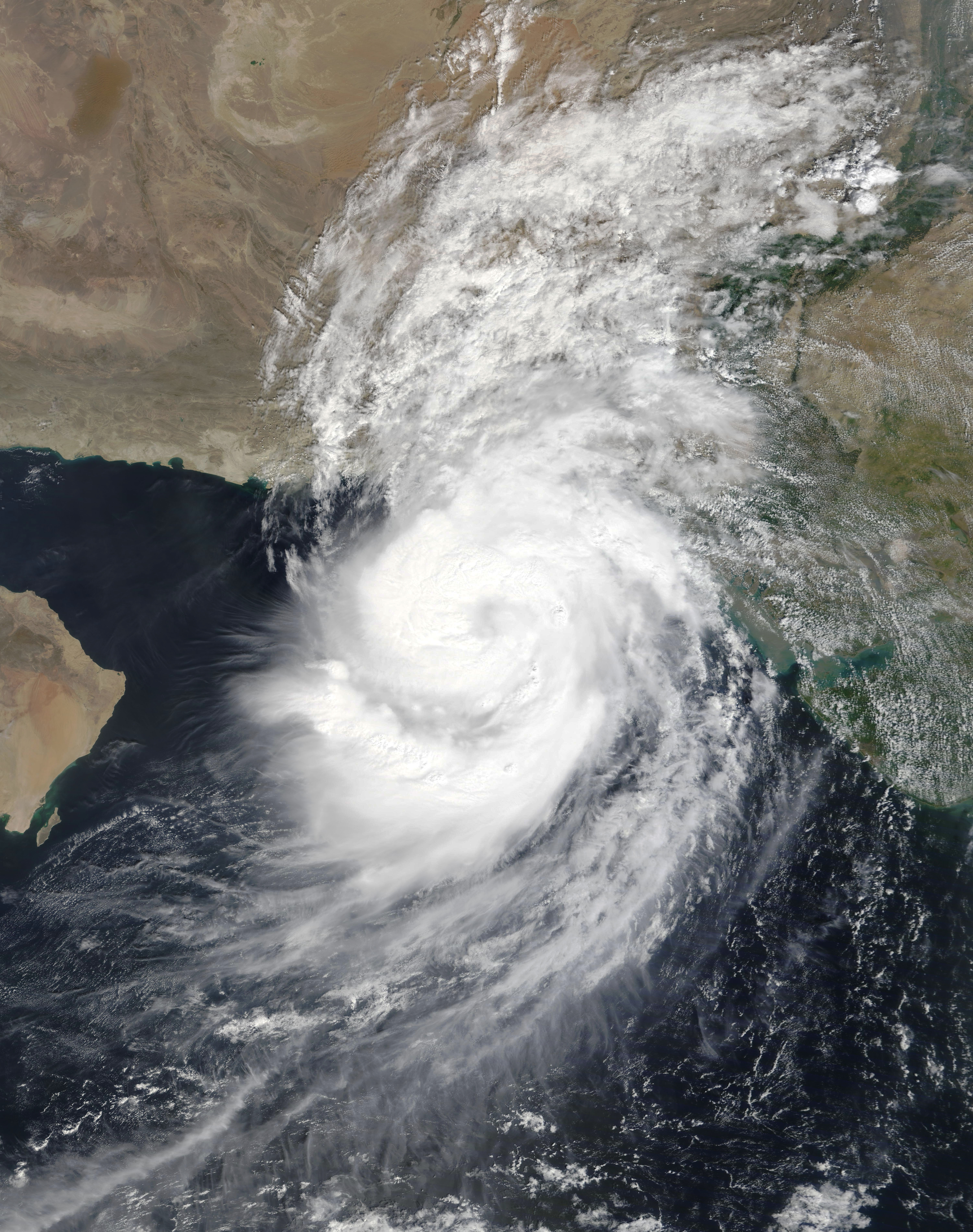
Forte tempestade ciclônica Shaheen fortalecendo no Mar da Arábia em 1 de outubro

À medida que o sistema se movia sobre o estado indiano de Gujarat como os remanescentes de Gulab, fortes chuvas caíram sobre a área, com Valsad e Kaprada registrando 150 mm de chuva torrencial e Umarpada em 221 mm em 29 de setembro, com o primeiro sendo inundado. Passagens subterrâneas e estradas também foram inundadas na área. Como resultado, 20 equipes da Força Nacional de Resposta a Desastres (NDRF's) foram implantadas em todo o estado para possíveis chuvas contínuas. 194 tehsils também relataram chuvas torrenciais, com Palsana em Surat coletando 180 mm de chuva torrencial. Como resultado, mais de 100 reservatórios de água foram colocados em alerta. Inundações de ruas e rios aumentando suas capacidades devido a represas que liberam água. Alertas amarelos foram colocados em 20 distritos, enquanto 6 locais estavam sob alerta laranja em 29 de setembro. A Guarda Costeira Indiana também alertou os pescadores para não se aventurarem nos mares afetados pela tempestade em pelo menos três dias. Visavadar registrou uma precipitação de 24 horas de 250 mm de 29 a 30 de setembro, e a Floresta Gir recebeu 300 mm de chuva durante o mesmo período, que inundou o rio Sonarakh em Junagadh .
As chuvas contínuas no estado forçaram o fechamento de 140 estradas estaduais, 207 estradas em 20 distritos e 14 rodovias estaduais. A praia Tithal em Valsad também foi fechada. Mais nove pequenas represas de irrigação transbordaram no distrito de Kutch como resultado das chuvas de três dias na área, enquanto os barcos no Mar da Arábia foram solicitados a retornar aos portos por segurança; 363 deles obedeceram, enquanto 474 permaneceram no mar e deveriam retornar aos portos em 4 de outubro.

#### Paquistão
O ciclone causou chuvas leves e rajadas de vento em partes de Karachi em 30 de setembro. O Millennium Mall da cidade na Rashid Minhas Road também teve um tráfego intenso devido à queda de três postes elétricos na área. Como resultado, a polícia de trânsito os removeu imediatamente. Outro poste atingiu um carro no estacionamento de Frere Hall . Velocidade máxima do vento de 69 km/h (43 mph) foram registrados na cidade. Na vila de pescadores em Ibrahim Hyderi, cinco pescadores foram resgatados quando seu barco de pesca virou em alto mar como resultado do sistema. Gulshan-e-Hadeed registrou a maior precipitação do sistema em 39 milímetros (1,5 pol) enquanto a primeira fatalidade do sistema foi registrada quando um indivíduo foi eletrocutado, conforme relatado pelos funcionários de resgate na subdivisão de Orangi . Várias estradas também foram inundadas com enchentes em Karachi.

#### Irã
O ciclone Shaheen trouxe fortes chuvas para o Irã, seis pessoas também morreram no porto de Chabahar . Também houve danos a instalações elétricas e estradas. Cinco pescadores estão desaparecidos depois que dois navios de pesca naufragaram na costa do Sistão e da província de Baluchistão, informaram a mídia local do país. 13 feridos também ficaram feridos devido a vários danos causados pelo vento. Na província de Sistão e Baluchistão, mais de 122 pessoas foram hospitalizadas devido a uma tempestade de areia trazida pelo ciclone. Problemas oculares, cardíacos e pulmonares estavam entre os que ocorreram no hospital.

#### Omã
Uma criança desaparecida durante as enchentes foi encontrada morta em Wilayah de Al Amarat. Outra pessoa, também em Muscat, está desaparecida. Dois trabalhadores asiáticos morreram quando uma colina desabou sobre sua casa, enquanto mais de 5.000 pessoas foram colocadas em abrigos de emergência. 290,8 milímetros (11,45 pol) de chuva foram registrados em Suwaiq, um wilayat e Al-Khaboura em 167,9 milímetros (6,61 pol) . Um prédio também desabou em Suwaiq em 4 de outubro, com trabalhadores desconhecidos dentro; nenhuma morte foi registrada. Muitas casas foram inundadas com enchentes, forçando as pessoas a subir em seus telhados por segurança. Vários wadis e recifes no país também transbordaram devido às fortes chuvas.
As áreas costeiras também foram afetadas por tempestades de Shaheen. 369 milímetros (15 pol) de aguaceiro foram relatados no wilayat de Al-Khaboura, o mais alto em associação com a tempestade, em 4 de outubro. A Polícia Real de Omã resgatou duas pessoas presas em um wadi em Suwaiq em 4 de outubro, enquanto a barragem de Al-Khoud estava transbordando devido às fortes chuvas. Autoridades da Defesa Civil e Ambulâncias (CDAA) também salvaram várias pessoas que estavam presas dentro de seus veículos. 52 mph (84 km/h) ventos foram registrados em Suwaiq em 3 e 36 mph (58 km/h) ventos e rajadas de até 51 mph (82 km/h) foram informados no Aeroporto Internacional de Mascate naquele dia.
No total, pelo menos 14 pessoas morreram em Omã. Muitas vilas e cidades viram sua precipitação média anual ou mais em apenas um dia ou menos. As barragens transbordaram e houve vários relatos de deslizamentos de terra nas regiões afetadas. As estradas foram bloqueadas devido a inundações e outros detritos. A lama também é coletada em áreas inundadas. Muscat viu inundações em várias áreas, junto com árvores derrubadas e outros danos estruturais. No entanto, a cidade voltou ao normal no dia seguinte.
A operação de limpeza em Omã foi estimada em mais de US $ 100 milhões (38 milhões de Riais de Omã). Pelo menos 1.000 casas foram afetadas, sem contar as fazendas e empresas privadas. Os voluntários na operação notaram luzes caídas na rua, mastros de telecomunicações quebrados, animais mortos e estradas e pontes danificadas.

#### Emirados Árabes Unidos
Apenas chuvas leves foram registradas em partes de Al Ain, Hatta e Ajman, devido à tempestade. Houve também alguns relatos de ventos ligeiramente aumentados, com danos gerais menores.

#### Iémen
O remanescente do ciclone Shaheen causou fortes chuvas no Iêmen, danificando locais históricos. Foi relatado que 20 veículos foram arrastados por enchentes.

## Rescaldo

### Shaheen
As operações marítimas, portos e operações de carregamento de petróleo de Sohar Port reabriram em 4 de outubro. Planos de contingência que foram colocados em prática antes de Shaheen ajudaram a diminuir os impactos. O Banco Central de Omã anunciou em 5 de outubro que alocaria 7 milhões de riais de Omã (US $ 18,4 milhões) para as pessoas afetadas por Shaheen, pedindo também a todos os bancos que ajudem a mitigar os efeitos do ciclone. O banco confirmou que coordenaria com agências governamentais a transferência dos fundos necessários. Sua Majestade Abdullah II da Jordânia expressou condolências pelas vítimas de Shaheen no mesmo dia. Helicópteros patrulharam áreas inundadas e resgataram os afetados, incluindo um prisioneiro de um telhado em Suwayq. As forças armadas de Omã ajudaram em vários resgates.
Devido à falta generalizada de seguro residencial em Omã, muitos temiam que o dinheiro arrecadado com fundos privados não fosse suficiente para cobrir os reparos. Pelo menos 5.000 pessoas foram colocadas em 80 abrigos temporários. Os socorristas disseram que a operação de limpeza na região de Batinah pode levar meses.